# Button Up Your Overcoat
Button Up Your Overcoat (dt. Knöpf deinen Mantel zu) ist ein Popsong, den Ray Henderson (Musik), Buddy DeSylva und Lew Brown (Text) verfassten und 1928 veröffentlichten.

## Hintergrund

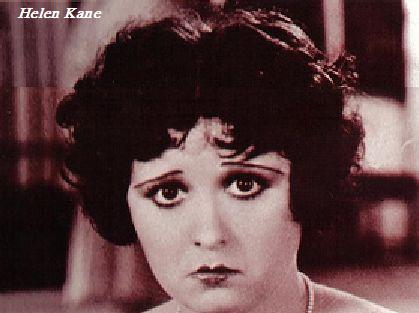
Helen Kane

Das Songwriter-Team Henderson, DeSylva und Brown schrieb Button Up Your Overcoat für die Musikkomödie Follow Thru, die am 9. Januar 1929 am New Yorker Forty-Sixth Street Theatre Premiere hatte. Das Stück war ein Kommentar zum amerikanischen Golf- und Country-Club-Leben, Vorgestellt wurde der Song von Jack Haley und Zelma O’Neal. Populär wurde Button Up Your Overcoat in den Vereinigten Staaten vor allem durch die Plattenaufnahme von Helen Kane.
Button Up Your Overcoat ist ein in G-Dur in der Form AABA geschriebener, „humorvoll-optimistischer“, „beschwingter, lustiger“ Song; „er ist weniger das Lied inbrünstiger Liebe als vielmehr liebenswerter Besitzergreifung“. Er verfügt über einen simplen, aber eindrucksvollen Text, in dem der geliebte Mensch ermahnt wird, saubere Kleidung zu tragen, sich vernünftig zu ernähren, mit Vorsicht die Straße zu überqueren und nicht zu lange aufzubleiben (Eat an apple every day / Get to bed by three / take good care of yourself / You belong to me). Auch die Gefahren des Konsums illegal gebrannter Spirituosen wird thematisiert (Keep away from bootleg hooch / When you're on a spree). Weitere populäre Songs der Komödie Follow Thru waren My Lucky Star und I Want to Be Bad.

## Erste Aufnahmen und spätere Coverversionen
Auch Paul Whiteman (Victor, mit Vaughn De Leath, Gesang), Ruth Etting/Dorsey Brothers Orchestra (Columbia) und Fred Waring’s Pennsylvanians (Victor) waren mit ihren Versionen des Songs in den USA erfolgreich. Zu den Musikern, die den Song ab Januar 1929 coverten, gehörten Ben Bernie (Brunswick, Gesang Dick Robertson), die California Ramblers (Edison), in Paris Ray Ventura und Sam Wooding, in London Jack Hylton und Bert Ambrose und in Berlin Ben Berlin (Deutsche Grammophon). Auch Betty Brown, das Duo Layton and Johnstone (Columbia 5603), die Ever Bright Boys (alias Percival Mackey, Piccadilly 374) und The Manhattan Melodymakers (Broadcast 2518) nahmen den Popsong auf. Annette Hanshaw spielte den Song für Harmony Records unter dem Pseudonym Patsy Young ein, das sie verwendete, wenn sie die hohe Stimme von Helen Kane imitierte. Zelma O’Neil nahm den Song ebenfalls auf Platte auf, begleitet von Al Goodman und dem Follow Thru Orchestra (Brunswick 4207).
Der Diskograf Tom Lord listet im Bereich des Jazz insgesamt 106 (Stand 2015) Coverversionen, ab den 30ern u. a. von Spike Hughes, Bob Crosby, Johnny Mercer/Paul Weston, Sarah Vaughan, Bob Howard, Ted Heath, Rose Murphy, Peggy Lee, The Hi-Lo’s, Lou Levy, Sid Phillips, Bobby Troup/Russ Garcia, Bob Florence, Mick Mulligan, Wild Bill Davison, Mel Tormé, Keith Ingham/Marty Grosz und Ralph Sutton. Der Song wurde außerdem von Perry Como und Mitzi Gaynor, Dick Haymes & Martha Tilton, Eydie Gormé, John Serry senior (1956) Peter Nero (1963), der Bonzo Dog Doo-Dah Band (1966), Nancy Sinatra, Theo Bleckmann und Nnenna Freelon (2001) interpretiert. Button Up Your Overcoat fand auch Verwendung in mehreren Filmen, so in der Filmversion von Follow Thru (1930, Regie Lloyd Corrigan, Laurence Schwab), wo Jack Haley und Zelma O’Neal ihren Erfolg wiederholten. 1956 wurde der Song in der Filmbiografie Fanfaren der Freude (The Best Things in Life Are Free) (Regie Michael Curtiz) von einem Quartett aus Gordon MacRae (als DeSylva), Ernest Borgnine (als Lew Brown), Sheree North und Dan Dailey (als Henderson) interpretiert. Auch in Extrablatt (1974) und Der Volltreffer (1985) wurde der Song eingesetzt.